# Pastdargʻom
Der Bezirk Pastdargʻom ist ein Bezirk in der usbekischen Viloyat Samarqand. Die Hauptstadt ist die Stadt Juma. Der Bezirk ist 870 km2 groß und hat 360.000 Einwohner (Schätzung 2021).

## Gliederung
Der Bezirk ist in 13 Landgemeinden, eine Stadt (Juma) und 12 Siedlungen städtischen Typs untergliedert. Die Siedlungen städtischen Typs sind Charxin, Chortut, Oʻrta Charxin, Balhiyon, Goʻzalkent, Nayman, Jagʻalboyli, Mehnat, Hindiboyi, Agron, Iskandari und Saribosh. Die 13 Landgemeinden sind:
- Arabxona
- Boratosh
- Goʻzalkent
- Anxor
- Besh qahramon
- Saribosh
- Poʻlatchi
- Namuna
- Sanchikul
- Torariq
- Doʻrmontepa
- Dimishkibolo
- Chimboy